# 横山験也
横山 験也（よこやま けんや、1954年-）は、日本の教育者、教育文化研究者、算数ソフト開発者。算数ソフト開発の第一人者。現在、株式会社教育ソフト開発研究所代表取締役、株式会社さくら社代表取締役。schoo webキャンパスの講師も務める。

## 略歴
出典:
- 1954年：生誕
- 1977年：千葉大学教育学部卒業後、千葉市の小学校に勤務。
- 1997年：有限会社学習ゲーム研究所(現・株式会社教育ソフト開発研究所)設立。
- 1999年：千葉市教育委員会主催の千葉市教職員研究発表会で優良賞を受賞。
- 2001年：教職を辞し、算数ソフト『元気になっちゃう！算数』の制作を開始。
- 2009年：株式会社さくら社代表取締役に就任。教育ソフト開発研究所代表取締役就任。

## 著作
- 『ケンチャコ大冒険』（インターチャネル社）
- 『できる学習クラブ』（インターチャネル社）
- 『学校クイズ王シリーズ』（ほるぷ出版）
- 『明治人の作法』（文藝春秋）